# Спорт на Филиппинах

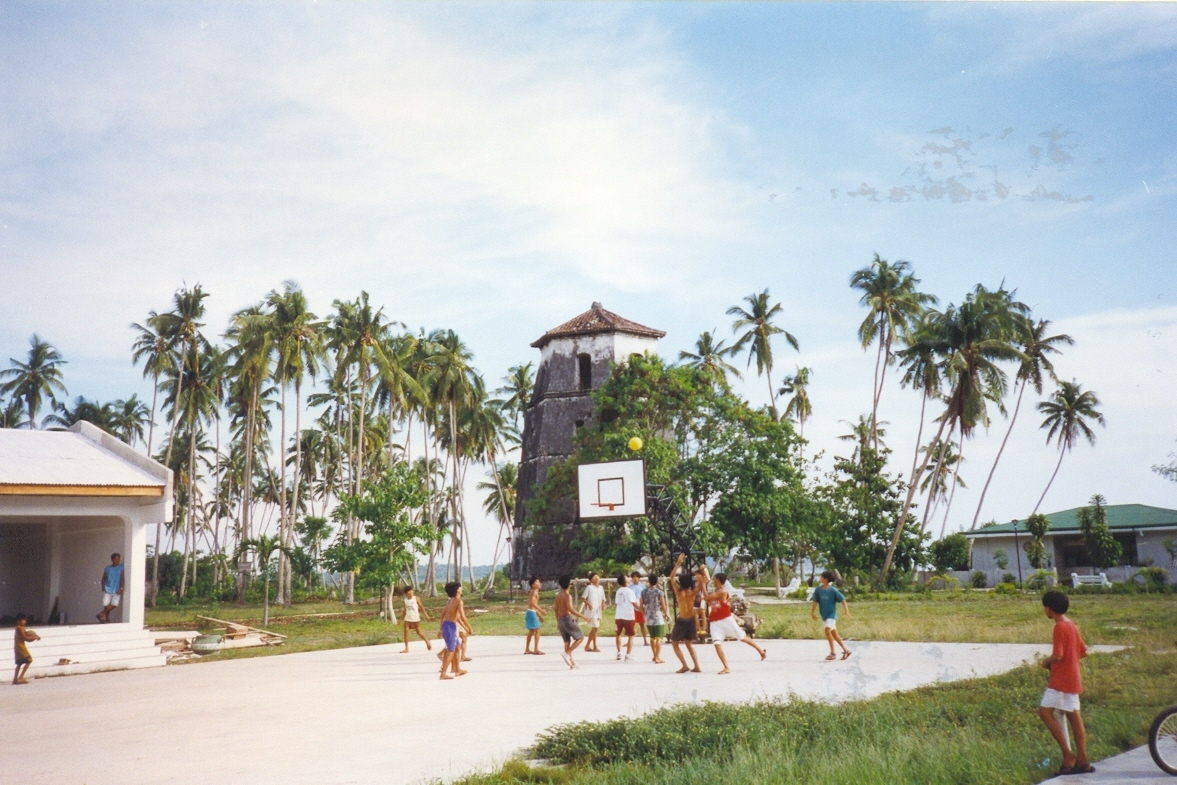
Сельские дети играют в баскетбол

Спорт на Филиппинах является важной культурной частью страны. Существует пять основных видов спорта на Филиппинах — баскетбол, бокс, футбол, бильярд и волейбол. Несмотря на то, что Филиппины — тропическая страна, катание на коньках является популярным видом спорта. Также популярны такие виды спорта как легкая атлетика, тяжелая атлетика, аэробика и боевые искусства.
Среди остальных видов спорта есть: бадминтон, бейсбол, боулинг, плавание, борьба, подводное дайвинг, каякинг, парусный спорт, виндсерфинг, петушиные бои, лошадиные скачки, мотогонки, регби, сепактакрау, и хай-алай, которые тоже пользуются вниманием. Популярным спортом на Филиппинах считаются петушиные бои, которые привлекают большие толпы людей, делающих ставки на результаты драк между птицами, этот спорт является распространённым обрядом поклонения среди большинства стран Юго-Восточной Азии. Петушиные бои связаны с ритуальными обрядами поклонения как часть ритуала древнего культа, предназначенные для благословения сверхъестественного, сравниваясь с долиной Инд и другими древними цивилизациями, в которых богиня-мать почиталась для плодородия и процветания" , таким образом религиозные петушиные бои представляли яркий пример „культурного синтеза 'малой' и 'большой' культур“
27 июля 2009 года президент Глория Макапагал Арройо подписала Закон Республики № 9850, объявив современный Арнис Филиппинское как Национальное боевое искусство и спорт.

## Олимпийские игры
Филиппины дебютировали в 1924 году в Париже и с тех пор участвовали во всех играх за исключением Олимпийских игр 1980 года в Москве, присоединившись к бойкоту более 50 стран. Филиппины также являются первой тропической страной, участвовавшей в зимних Олимпийских играх, дебютировав в 1972 году и приняв участие в трёх других зимних играх. Олимпийский комитет Филиппин является Национальным олимпийским комитетом страны.

## Спорт для инвалидов
Филиппинская Спортивная Ассоциация Паралимпийского Комитета Филиппин (PhilSPADA-НИП Филиппины), является Национальной ассоциацией спорта для людей с ограниченными возможностями, поставлена задача конкурировать в деятельности в области спорта и физической культуры. Ассоциация является партнером Международного Паралимпийского Комитета. PHILSPADA-НИП Филиппинах работает с международной спортивной федерацией слепых (ИБСА), в Филиппинской Олимпийского комитета, Филиппинской комиссии по вопросам спорта, и Филиппинской Национальной спортивной ассоциации в поезд, и отправить квалифицированных инвалидов Филиппинских спортсменов к международным инвалидов спортивных соревнованиях, таких как АСЕАН пара игр, в FESPIC играх, на Паралимпийских играх, а также национальных соревнований.
4-й АСЕАН пара игр, Накхон Ратчасима, Таиланд
В Philippineshey спортсменов с церебральным параличом соревноваться в бочча в 4-м АСЕАН Paragames турнира. Филиппинский инвалидов съемочной группы, при поддержке Филиппинской Национальной ассоциации стрельбы, соревновались в ParaGames в стрельбе из пневматической винтовки и пневматического пистолета событий.
Паралимпийские Игры 2008 Пекин, Китай
Три спортсмена, один в пауэрлифтинг, и команда из двух в парусный спорт, представлял Филиппины в Паралимпийских играх 2008 года в Пекине.
В 2008 Филиппинское Паралимпийской сборной была организована и управляется PHILSPADA при поддержке Филиппинской комиссии по вопросам спорта и Филиппинского Олимпийского комитета.

## Индивидуальные виды спорта

### Бокс
Бокс является одним из самых популярных индивидуальных видов спорта на Филиппинах. Некоторые филиппинских боксёры, таких как Мэнни Пакьяо, признаются во всем мире. Ассоциация любительского бокса Филиппин является руководящим органом любительского бокса в стране.

### Фигурное Катание
В качестве площадок для фигурного катания используются катки, ограниченные торговыми центрами, преимущественно в столичном регионе. Первый в стране ледовый каток был открыт в 1992 году в SM Megamall в городе Мандальюионг. Первый ледовый каток олимпийского размера открылся в SM Mall of Asia. Также работает ледовый каток в SM Southmall. Тренеров по фигурному катанию на Филиппинах больше, чем тренеров в игру хоккей. В филиппинском национальном чемпионате по фигурному катанию много соперников, а победитель представляет страну на международных соревнованиях. Филиппинам также удалось отобрать и отправить фигуриста Майкла Кристиана Мартинеса на зимнюю Олимпиаду 2014 года, став первой в Юго-Восточной Азии страной, сделавшей это.

## Командные виды спорта

### Ассоциация футбола

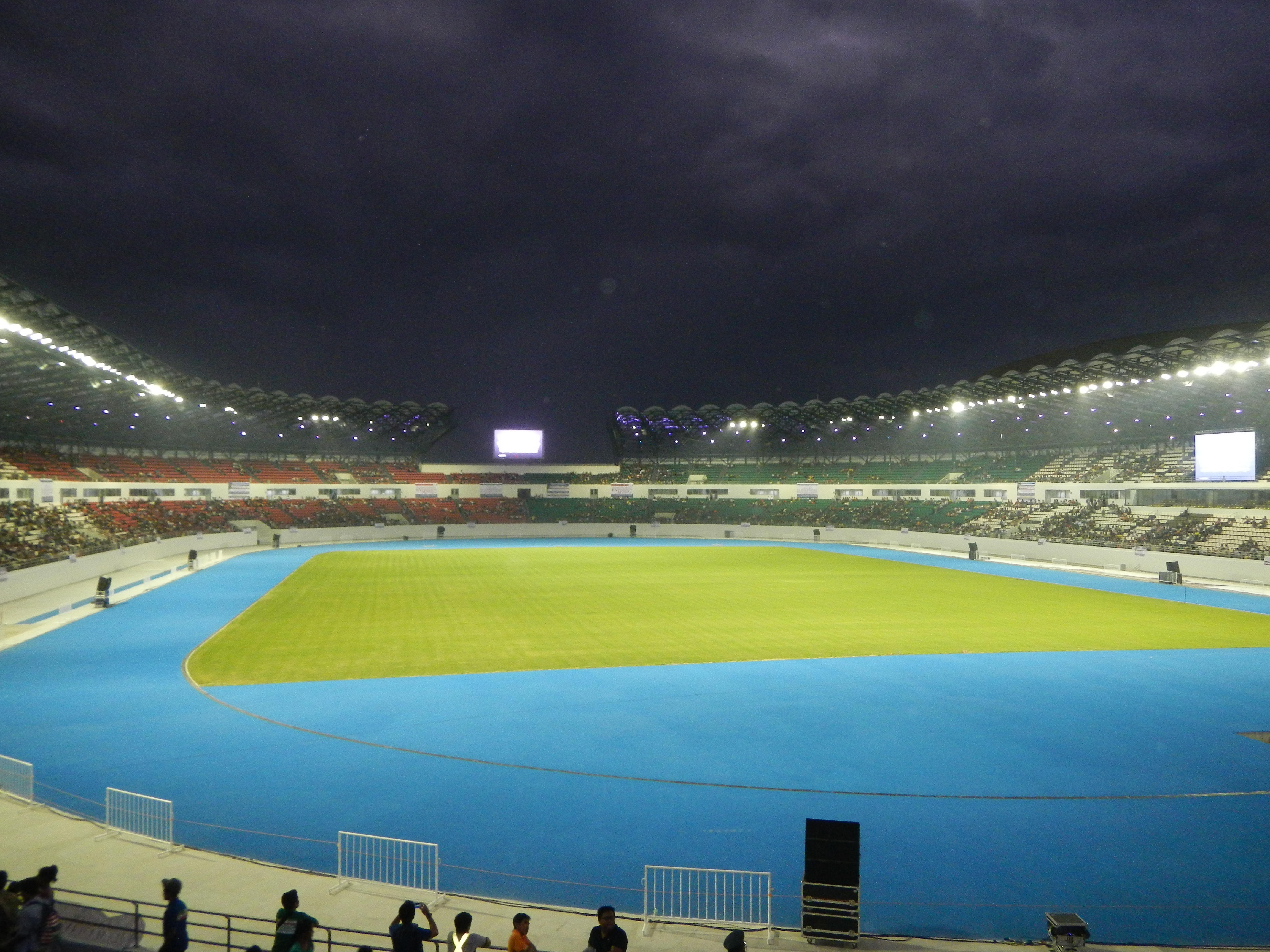
Филиппинский спортивный стадион, крупнейший футбольный стадион в стране

В Филиппинской национальной футбольной команды или Azkals, является национальная сборная Филиппин, и контролируется Филиппинской Федерации футбола (ПФФ). В Объединенной футбольной лиги (Филиппины) — это высший дивизион футбольной лиги в стране, (ПФФ) планируют запустить в Национальной футбольной лиге в 2015 или 2016, каждый клуб будет представлять их соответствующих городов или провинций и обязаны иметь молодёжные команды молодёжной Лиги. Это будет способствовать развитию футбола осведомленности и низовых программы для молодых Филиппинских футболистов, кто восхищается играть в профессиональный футбол.

### Бейсбол
Филиппинская национальная бейсбольная команда занимает 22-е место в мировом рейтинге IBAF, и после WBC в квалификационном турнире, состоявшемся в Тайване в 2013, бейсбол в Филиппины постепенно набирает популярность.

### Баскетбол

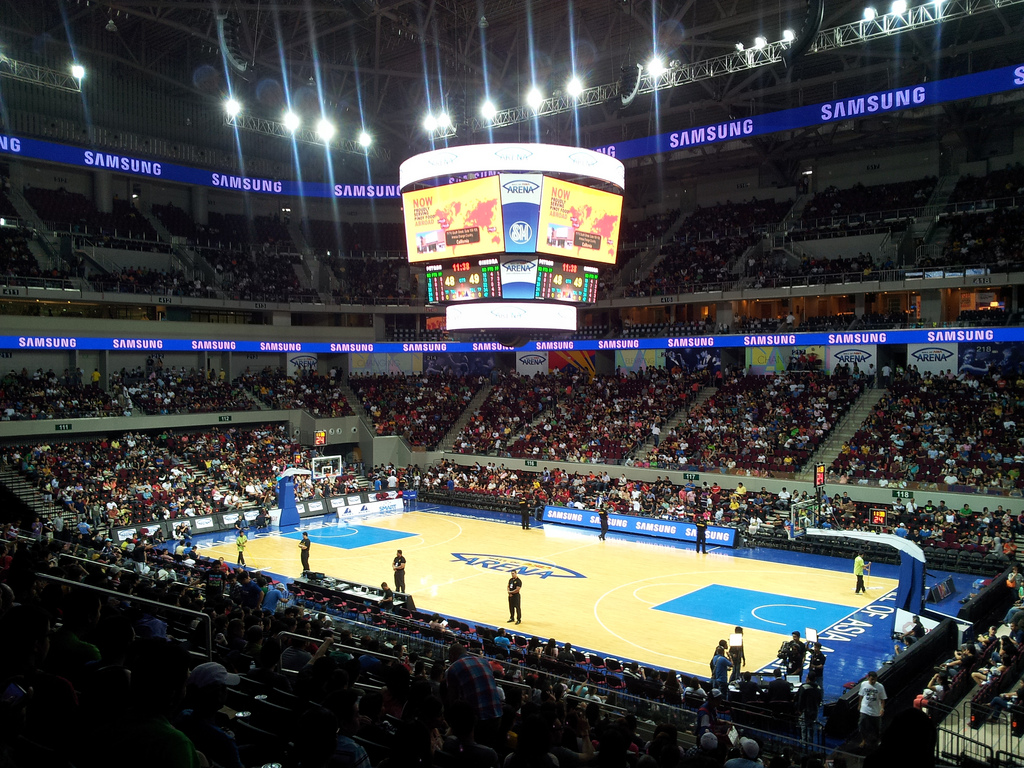
ПБА игры в баскетбол в Молл оф Азия арене.

Баскетбол считается наиболее популярным видом спорта на Филиппинах и в него играют как на любительском, так и на профессиональном уровне. Профессиональная Лига Филиппин — Филиппинская баскетбольная Ассоциация и в настоящее время работает 12 командных соревнованиях, но и в Азии профессиональной баскетбольной Лиги после Национальной баскетбольной Ассоциации. Сборная народе называют Gilas кандидат наук, и недавно квалифицированных конкурировать в 2014 чемпионат мира fiba.

### Лига Регби
Регби — относительно неизвестный вид спорта в Филиппинах и часто путают регби и даже Американский футбол.
На Филиппинах Национальная регби Лига — это руководящий орган и отвечают за рост Лиги регби на Филиппинах. Этот вид спорта недавно появился на Филиппинский торговец морской Академии и планируется ввести в спорте хоть в морской отрасли.
Сборная известны как Tamaraws.

### Федерация Регби

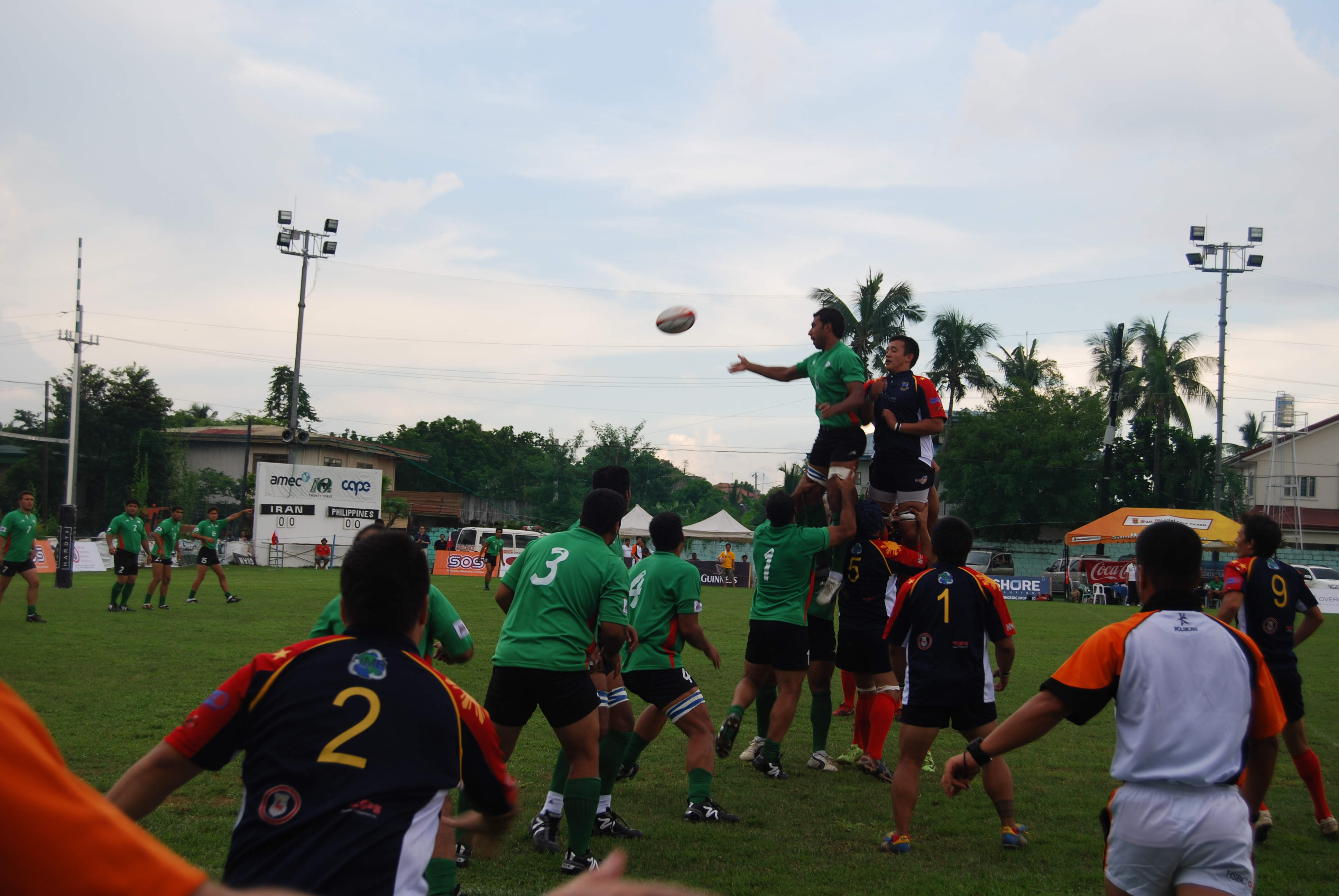
Матч в регби между сборной Филиппин и сборной Ирана

В Филиппинской регби футбольный союз был основан в 1999 году и является руководящим органом Союза регби в Филиппины. Есть в настоящее время около 12 школы, играя в регби на Филиппинах и 10 команд, которые соревнуются в очередном конкурсе. Национальная сборная известна как вулканы и конкурирует в Азии 5 Наций и Азиатским семь серий.